# Xiphocentron parentum
Xiphocentron parentum là một loài Trichoptera trong họ Xiphocentronidae. Chúng phân bố ở vùng Tân nhiệt đới.